# Folke Lindgren (ingenjör)
Folke Lindgren, född 9 januari 1900 i Stockholm, död 23 juni 1970 i Stocksund i Danderyds församling, var en svensk ingenjör.
Folke Lindgren var son till kamreren Gunnar Lindgren. Han avlade studentexamen i Stockholm 1918 och utexaminerades som bergsingenjör från Tekniska högskolan 1925. Efter kortare anställning i Halmstad var han 1927–1930 försäljningsingenjör hos Avesta jernverks AB och A. Johnson & co. och tjänstgjorde under denna tid även utomlands, bland annat i Tyskland och Brasilien. 1930 blev han expertingenjör hos Rikskommissionen för ekonomisk försvarsberedskap, och 1934 knöts han till Sveriges standardiseringskommission, där han från 1938 var verkställande ledamot. Han publicerade uppsatser i standardiseringsfrågor. Lindgren var 1933–1939 redaktör för Dagens Nyheters Tekniska nyheter, och från 1937 var han redaktör för Bonniers tekniska folkbibliotek. Han var även ledamot av redaktionsnämnden för Teknik för alla. Han var kommunalfullmäktig i sin hemort Stocksund 1935–1941.